# Asterix
Tegneserien Asterix, skabt af René Goscinny og Albert Uderzo, blev hurtigt en succes i store dele af den vestlige verden på grund af dens humor i såvel tegninger som dialog. I 2023 er der 40 ordinære albummer i serien, hvoraf flere er lavet som tegnefilm eller spillefilm.

## Fakta om serien
Serien begyndte at udkomme i Frankrig og Belgien den 29. oktober 1959 i bladet Pilote og fik omgående succes med 200.000 solgte eksemplarer. De to skabere fik dog problemer i 1960, hvorefter de arbejdede på andre serier. Fra 1968 koncentrerede Uderzo sig udelukkende om Asterix. Asterix blev en væsentlig figur i fransk tegneseriekunst op gennem 1970'erne. Album 1-20 havde premiere i Pilote, album 21 i Le Monde, album 22 i Sud Ouest, album 23 i Le Nouvel Observateur og album 24 i Le Pèlerin.
Da Goscinny døde pludseligt i 1977, fortsatte Uderzo serien på egen hånd frem til 2013 i samarbejde med sin datter Sylvie. Ved 40-årsjubilæet var 32 eventyr oversat til 88 sprog eller dialekter. Der var også lavet syv film og skabt en Asterix-forlystelsespark i Frankrig. I 2009 udkom det sidste album fra Uderzos hånd, nr. 34: Asterix' & Obelix' fødselsdag. Tekstforfatteren Jean-Yves Ferri og tegneren Didier Conrad overtog arbejdet og udsendte i 2013 deres første album med titlen Asterix og pikterne. Efter nr. 39, Asterix og griffen, overlod Ferri forfatterskabet til Fabrice Caro, der bruger kunstnernavnet Fabcaro.
I 1968 så serien dagens lys i Danmark i bladet fart og tempo fra Gutenberghus, men den fik først rigtig succes i albumform året efter med Asterix og hans gæve gallere. Ellers blev kronologien ikke overholdt i Danmark, hverken i fart og tempo eller for album 2-12. Samtlige eventyr er oversat til dansk. Først med udgivelsen af Asterix luksusbind (1985-1988) og Asterix – den komplette samling (2002-2006) er serien blevet udgivet kronologisk i Danmark. Forlaget Cobolt har siden 2021 udgivet albumserien i kronologisk orden. Allerede i 2019 begyndte forlaget på bogserien Den store Asterix i overstørrelse (ca. 24 × 32 cm), hvor hvert bind indeholder to albumhistorier og ekstramateriale.

## Seriens univers
Hvert hæfte har en forside, hvor der står (her gengivet på bretonsk):
Er bloaz 50 kent Jezuz-Krist emaomp. Dalc'het eo Galia penn-da-benn gant ar romaned...
"Vi befinder os i år 50 før Kristus. Hele Gallien er erobret af romerne..."
Baggrunden er Romerrigets herredømme over det meste af Europa med Asterix og resten af hans landsby som en lille hårdnakket modstandsgruppe i en i øvrigt nogenlunde fredelig gallisk landsby. Gallerne holder stand mod den romerske besættelsesmagt ved at drikke en trylledrik som midlertidigt giver overmenneskelig styrke. Hvert album indeholder en afsluttet historie, der kan læses uafhængigt af de andre. Historierne rummer ofte konflikter eller udfordringer som skal løses, og de kan være mangeartede, enten interne i byen, med romerne (en ofte tilbagevendende kamp), eller på forskellig vis i andre mere eller mindre samtidige kulturer.
I en del af historierne drager Asterix ud i verden, og historierne indeholder derfor ofte satire om andre folkeslag. Der optræder med jævne mellemrum anakronismer for at give en humoristisk effekt, som vikingernes besøg - 1.000 år før der fandtes vikinger. Eller sørøverflaget Jolly Roger, der først opstod i 1600-tallet, men alligevel pryder en altid uheldig, tilbagevendende flok sørøvere. Disse åbenbare anakronismer og satiriske indslag til trods har serien dog en vis værdi som illustration af forholdene i Romerriget på Cæsars tid. Fx var Gallien og andre keltiske områder svært indtagelige og præget af hyppige opstande mod romerne, hvorfor en modstandslomme à la Asterix' landsby ikke er utænkelig.
Rom er en vigtig del af seriens baggrund, men især i Rom har folk et noget blandet forhold til serien - satiren om romere er forholdsvis ensidig, og Obelix' yndlingsfrase »De er skøre, de romere« er blevet oversat til italiensk som »Sono Pazzi Questi Romani«, hvor forbogstaverne SPQR er identiske med Romerrigets benævnelse »Senatus Populus Que Romanorum« (Romernes senat og folk).

## Persongalleri
Følgende centrale personer optræder i mange af historierne.

### Asterix
Asterix (hentyder til det franske ord for en stjerne: ' * ' asterisk) er historiens hovedperson. Han er en lille kløgtig kriger, der altid er med på en udfordring, hvor uoverstigelig den end måtte se ud. Han er ungkarl og lidt af en livsnyder mellem udfordringerne. En del af dynamikken i historierne skyldes hans ubrydelige, men dog ikke konfliktfrie venskab med Obelix, som Asterix ind imellem må handle snarrådigt for at redde.

### Obelix
Obelix (' † ' obelisk) er på mange måder Asterix' modsætning. Han er den store og dumme bautastenhugger – han ses ofte bærende på en bautasten – og desuden er han en stor gourmand; når han spiser, drejer det sig gerne om adskillige helstegte vildsvin ad gangen. Et væsentligt træk i historien er, at Obelix faldt i gryden med trylledrik som barn, og derfor permanent besidder de overmenneskelige kræfter drikken giver. Han prøver alligevel nogle gange at snyde sig til at få en anden portion, selvom han ikke må. Han fejlvurderer ofte både sin egen styrke og størrelse, men kan også have sine kvikke øjeblikke, og er Asterix' trofaste ven i et og alt - når de ikke lige skændes.

### Idefix
Idefix ((fransk): idée fixe, tvangstanke) er Obelix' lillebitte hund og faste følgesvend. Selv på ture, hvor der absolut ikke er plads til Idefix, lykkes det som regel Obelix at smugle den med. Idefix spiller en mindre rolle, men ind imellem er dens tilstedeværelse af afgørende betydning.

### Miraculix
Miraculix er gallerlandsbyens druide (troldmand), ansvarlig for at lave trylledrikken og den eneste der kender opskriften. Han er en ældre agtværdig herre, der til tider er lidt distræt, og som forresten også kender til mange andre drikke og remedier. Flere historier har ham som omdrejningspunkt, især hvis han sættes ud af spillet.

### Trubadurix
Trubadurix er gallerbyens skjald og resten af beboernes yndlingsaversion, da hans musik er forud for sin tid - og hans sang især lyder aldeles skrækindjagende for alle andre end ham selv. I de fleste historier holdes han derfor nede på kontant vis, og under mange af de afsluttende banketter ses Trubadurix bundet og kneblet og hængt op i et træ, så han ikke med sin musik kan forstyrre den gode stemning. Men også Trubadurix har stjernestunder, hvor det er hans musikalske udfoldelser, der redder situationen.

### Majestix
Majestix er gallerlandsbyens høvding. Som symbol på sin værdighed bevæger han sig normalt ikke uden for sin egen hytte uden at være båret på et skjold af to af sine undersåtter. Majestix er lidt selvglad, men bliver jævnligt sat håndfast på plads af sin kone, Godemine.

### Hørmetix
Hørmetix er indehaver af landsbyens fiskehandel. En fast bestanddel i mange af historierne er, at Hørmetix' fisk ikke er friske. Grunden til at Hørmetix' fisk ikke er friske kan være, fordi den bliver fragtet helt fra Lutetia (Paris) i en oksekærre. Mange slagsmål gallerne imellem startes på den baggrund, især med naboen Armamix. Hørmetix er gift med Remouladine.

### Armamix
Armamix er landsbyens smed og Hørmetix' evige modstander – det er ofte Armamix, der påpeger, at fiskene stinker, hvorved slagsmålene starter.

### Senilix
Senilix er en olding, der er gift – tilsyneladende lykkeligt – med den unge, skønne Littenix. Senilix vil gerne være med, hvor der er gang i den, men hans kone holder ham ofte tilbage.

### Julius Cæsar
Julius Cæsar (af gallerne ofte respektløst omtalt som Julle) optræder jævnligt i historierne. I modsætning til de fleste andre romere har han en del sympatiske træk, og der hersker en vis gensidig respekt mellem Asterix og ham, selv om det er tilbagevendende, at Cæsar ønsker sig at få slettet den sorte plet fra sit imperium, hvor gallerlandsbyen holder stand mod den romerske hær.

## Asterix på dansk
Asterix blev udgivet på dansk 1968-2017 af forskellige forlag i Egmont-koncernen: Gutenberghus-bladene, Wangels forlag, Serieforlaget, Egmont Serieforlaget og Egmont Publishing. En kort overgang havde forlaget Interpresse rettighederne til album 25.
I 2017 forsøgte Egmont sig med en serie luksusalbum i samarbejde med tegneserieforretningen Faraos Cigarer, men det blev kun til seks album i serien.
Foruden albumserierne har en stor del af historierne været udgivet i serieblade og i to bogserier, Asterix luksusbind (1985-1987) og Asterix – Den komplette samling (2001-2006). Bogserierne indholder albummene i kronologisk orden, mens album 2-12 i Egmonts albumserie ikke er i kronologisk orden.
I 2019 overtog forlaget Cobolt Asterix og genudgiver serien i luksusbogserien Den store Asterix. Siden 2021 genudgiver Cobolt også albummene i kronologisk rækkefølge; foråret 2023 var den nye serie nået til nr. 13, og dermed findes hele albumserien i rigtig nummerering. Sommeren 2024 er serien nået til nr. 19.

## Oversigt
Her er en komplet oversigt over albummene og bogserierne. Oversigten er som regel i kronologisk rækkefølge efter, hvornår historierne første gang er udgivet.

Som tilpasning til de danske bogudgaver er enkelte særalbum ude af kronologi, de har original udgivelsesdato markeret med rødt.
Dansk albumtitel er den nyeste fra Cobolt, nogle titler har fået fjernet udråbstegnet.

En oversigt over danske føljetoner følger efter albumoversigten.
| Asterix – oversigt  |                     |                         |                       |                                   |                                 | | | | | |
| Skabere forf./tegn. | Skabere forf./tegn. | Fransk originaludgave   | Fransk originaludgave | Fransk originaludgave             | Danske album og bogserier       | Danske album og bogserier                                                                                                  | Danske album og bogserier                                                                                                  | Danske album og bogserier                                                                                                  | Danske album og bogserier                                                                                                  | Danske album og bogserier                                                                                                  |
| Skabere forf./tegn. | Skabere forf./tegn. | Føljeton                | Album                 | Titel                             | Titel (og evt. gammelt nr.)     | Titel (og evt. gammelt nr.)                                                                                                | Asterix luksus- bind | Den kompl. samling | Den kompl. samling | Den store Asterix |
| RG                  | AU                  | 1959-10-29 – 1960-07-14 | 1 (1961)              | Astérix le Gaulois                | Asterix og hans gæve gallere    | Asterix og hans gæve gallere                                                                                               | I | I | I | 1 |
| RG                  | AU                  | 1960-08-11 – 1961-03-23 | 2 (1962)              | La serpe d'or                     | Asterix og trylledrikken (10)   | Asterix og trylledrikken (10)                                                                                              | I | I | I | 1 |
| RG                  | AU                  | 1961-05-18 – 1962-02-22 | 3 (1963)              | Astérix et les Goths              | Asterix og goterne (9)          | Asterix og goterne (9) | I | I | I | 2 |
| RG                  | AU                  | 1962-03-22 – 1963-01-10 | 4 (1964)              | Astérix gladiateur                | Asterix som gladiator (11)      | Asterix som gladiator (11)                                                                                                 | I | II | II | 2 |
| RG                  | AU                  | 1963-02-07 – 1963-11-21 | 5 (1965)              | Le tour de Gaule d'Astérix        | Gallien rundt (12)              | Gallien rundt (12) | II | II | II | 3 |
| RG                  | AU                  | 1963-12-05 – 1964-09-24 | 6 (1965)              | Astérix et Cléopatre              | Asterix og Kleopatra (2)        | Asterix og Kleopatra (2)                                                                                                   | II | II | II | 3 |
| RG                  | AU                  | 1964-10-22 – 1965-08-05 | 7 (1966)              | Le combat des chefs               | Tvekampen (4)                   | Tvekampen (4) | II | III | III | 4 |
| RG                  | AU                  | 1965-09-09 – 1966-03-17 | 8 (1966)              | Astérix chez les Bretons          | Asterix og briterne (5)         | Asterix og briterne (5) | II | III | III | 4 |
| RG                  | AU                  | 1966-04-28 – 1966-09-22 | 9 (1966)              | Astérix et les Normands           | Asterix og vikingerne (3)       | Asterix og vikingerne (3)                                                                                                  | III | III | III | 5 |
| RG                  | AU                  | 1966-11-10 – 1967-04-06 | 10 (1967)             | Astérix légionnaire               | Asterix i trøjen (6)            | Asterix i trøjen (6) | III | IV | IV | 5 |
| RG                  | AU                  | 1967-06-15 – 1967-11-16 | 11 (1967)             | Le bouclier arverne               | Romernes skræk! (7)             | Romernes skræk! (7) | III | IV | IV | 6 |
| RG                  | AU                  | 1968-02-15 – 1968-07-25 | 12 (1968)             | Astérix aux jeux olympiques       | Olympisk mester (8)             | Olympisk mester (8) | III | IV | IV | 6 |
| RG                  | AU                  | 1968-10-31 – 1969-04-03 | 13 (1969)             | Astérix et le chaudron            | Asterix på skattejagt           | Asterix på skattejagt | IV | V | V | 7 |
| RG                  | AU                  | 1969-05-22 – 1969-10-16 | 14 (1969)             | Astérix en Hispanie               | Asterix ta'r til Spanien        | Asterix ta'r til Spanien                                                                                                   | IV | V | V | 7 |
| RG                  | AU                  | 1970-01-08 – 1970-06-04 | 15 (1970)             | La zizanie                        | Lus i skindpelsen               | Lus i skindpelsen | IV | V | V | 8 |
| RG                  | AU                  | 1970-07-09 – 1970-12-03 | 16 (1970)             | Astérix chez les Helvètes         | Asterix i Alperne               | Asterix i Alperne | IV | VI | VI | 8 |
| RG                  | AU                  | 1971-03-04 – 1971-07-29 | 17 (1971)             | Le domaine des dieux              | Byplanlæggeren                  | Byplanlæggeren | V | VI | VI | 9 |
| RG                  | AU                  | 1971-09-30 – 1972-02-24 | 18 (1972)             | Les lauriers de César             | Cæsars laurbær                  | Cæsars laurbær | V | VI | VI | 9 |
| RG                  | AU                  | 1972-05-04 – 1972-09-28 | 19 (1972)             | Le devin                          | Profeten                        | Profeten | V | VII | VII | 10 |
| RG                  | AU                  | 1973-01-04 – 1973-05-31 | 20 (1973)             | Astérix en Corse                  | Asterix på Korsika              | Asterix på Korsika | V | VII | VII | 10 |
| RG                  | AU                  | 1974-07-11 – 1974-08-30 | 21 (1974)             | Le cadeau de César                | Kejserens gave                  | Kejserens gave | VI | VII | VII | 11 |
| RG                  | AU                  | 1975-03-19 – 1975-05-02 | 22 (1975)             | La grande traversée               | Asterix opdager Amerika         | Asterix opdager Amerika | VI | VIII | VIII | 11 |
| RG                  | AU                  | 1976-04-25 – 1976-06-06 | 23 (1976)             | Obélix et compagnie               | Obelix & Co. ApS                | Obelix & Co. ApS | VI | VIII | VIII | 12 |
| RG                  | AU                  | 1977-04-17 – 1977-12-18 | 24 (1979)             | Astérix chez les Belges           | Styrkeprøven                    | Styrkeprøven | VI | VIII | VIII | 12 |
| RG                  | MU                  | 1976-10-08 – 1976-11-13 | 1976                  | Les 12 travaux d'Astérix          | Asterix erobrer Rom             | Asterix erobrer Rom | | | | |
| AU                  | AU                  |                         | 25 (1980)             | Le grand fossé                    | Den store grav                  | Den store grav | VII | IX | IX | 13 |
| AU                  | AU                  |                         | 26 (1981)             | L'Odyssée d'Astérix               | Asterix' odyssé                 | Asterix' odyssé | VII | IX | IX | 13 |
| AU                  | AU                  |                         | 27 (1983)             | Le fils d'Astérix                 | Asterix & søn                   | Asterix & søn | VII | IX | IX | 14 |
| AU                  | AU                  |                         | 28 (1987)             | Astérix chez Rahazade             | Asterix i Østens fagre riger    | Asterix i Østens fagre riger                                                                                               | | X | X | 14 |
| RG                  | AU                  | 1965-05-20              | 1989                  | Obélix est tombé dans la...       | Hvordan Obelix faldt i ...      | Hvordan Obelix faldt i ...                                                                                                 | | X | X | |
| OA                  | AU                  |                         | 1999                  | Le livre d'Astérix le Gaulois     | Asterix & Co.                   | 1: Den galliske by | | XII | XII | |
| OA                  | AU                  | 2: De store rejser      | 1999                  | Le livre d'Astérix le Gaulois     | Asterix & Co.                   | | | XII | XII | |
| AU                  | AU                  |                         | 29 (1991)             | La rose et le glaive              | Rosen og sværdet                | Rosen og sværdet | | XI | | 15(planlagt) |
| AU                  | AU                  |                         | 30 (1996)             | La galère d'Obélix                | Så til søs, Obelix!             | Så til søs, Obelix! | | XI | | 15(planlagt) |
| AU                  | AU                  |                         | 31 (2001)             | Astérix et Latraviata             | Asterix og Latraviata           | Asterix og Latraviata | | La. | | 16(planlagt) |
| RG                  | AU                  | 1962 – 2003             | 32 (2003)             | Astérix et la rentrée gauloise    | Skolestart i Gallien            | Skolestart i Gallien | | XIII | XIII | 16(planlagt) |
| AU                  | AU                  |                         | 33 (2005)             | Le ciel lui tombe sur la tête     | Da himlen faldt ned om ørerne!  | Da himlen faldt ned om ørerne!                                                                                             | | XIII | XIII | 17(planlagt) |
| AU                  | AU                  |                         | 34 (2009)             | L'anniversaire d'Astérix & Obélix | Asterix' & Obelix' fødselsdag   | Asterix' & Obelix' fødselsdag                                                                                              | | | | 17(planlagt) |
| JYF                 | DC                  |                         | 35 (2013)             | Astérix chez les Pictes           | Asterix og pikterne             | Asterix og pikterne | | | | 18(planlagt) |
| JYF                 | DC                  |                         | 36 (2015)             | Le papyrus de César               | Cæsars papyrus                  | Cæsars papyrus | | | | 18(planlagt) |
| JYF                 | DC                  |                         | 37 (2017)             | Astérix et la Transitalique       | Asterix i støvlelandet          | Asterix i støvlelandet | | | | 19(planlagt) |
| JYF                 | DC                  |                         | 38 (2019)             | La fille de Vercingétorix         | Vercingetorix' datter           | Vercingetorix' datter | | | | 19(planlagt) |
| JYF                 | DC                  |                         | 39 (2021)             | Astérix et le Griffon             | Asterix og griffen              | Asterix og griffen | | | | 20(planlagt) |
| FC                  | DC                  |                         | 40 (2023)             | L'Iris blanc                      | Den Hvide Iris                  | Den Hvide Iris | | | | 20(planlagt) |
| FC                  | DC                  |                         | 41 (2025)             | Astérix en Lusitanie (planlagt)   | Asterix i Lusitanien (planlagt) | Asterix i Lusitanien (planlagt)                                                                                            | | | | |
| FC                  | DC                  |                         |                       |                                   |                                 | | | | | |
| 1. 2. 3. 4. 5. 6.   | 1. 2. 3. 4. 5. 6.   | 1. 2. 3. 4. 5. 6.       | 1. 2. 3. 4. 5. 6.     | 1. 2. 3. 4. 5. 6.                 | 1. 2. 3. 4. 5. 6.               | AU Albert Uderzo DC Didier Conrad FC Fabrice Caro JYF Jean-Yves Ferri MU Marcel Uderzo OA Olivier Andrieu RG René Goscinny | AU Albert Uderzo DC Didier Conrad FC Fabrice Caro JYF Jean-Yves Ferri MU Marcel Uderzo OA Olivier Andrieu RG René Goscinny | AU Albert Uderzo DC Didier Conrad FC Fabrice Caro JYF Jean-Yves Ferri MU Marcel Uderzo OA Olivier Andrieu RG René Goscinny | AU Albert Uderzo DC Didier Conrad FC Fabrice Caro JYF Jean-Yves Ferri MU Marcel Uderzo OA Olivier Andrieu RG René Goscinny | AU Albert Uderzo DC Didier Conrad FC Fabrice Caro JYF Jean-Yves Ferri MU Marcel Uderzo OA Olivier Andrieu RG René Goscinny |

| Asterix i fart og tempo og tempo | Asterix i fart og tempo og tempo | Asterix i fart og tempo og tempo | Asterix i fart og tempo og tempo | Asterix i fart og tempo og tempo | Asterix i fart og tempo og tempo | Asterix i fart og tempo og tempo | Asterix i fart og tempo og tempo | Asterix i fart og tempo og tempo |
| Alb. nr.                         | Gl. nr.                          | Nyeste danske titel              | Titel i fart og tempo            | Fra nr.                          | Begyndelsesdato                  | Til nr.                          | Slutdato                         |                                  |
| -------------------------------- | -------------------------------- | -------------------------------- | -------------------------------- | -------------------------------- | -------------------------------- | -------------------------------- | -------------------------------- | -------------------------------- |
| 8                                | 5                                | Asterix og briterne              | Asterix hos briterne             | 18                               | fredag 3. maj 1968               | 30                               | fredag 26. juli 1968             |                                  |
| 6                                | 2                                | Asterix og Kleopatra             | Asterix og Kleopatra             | 30                               | fredag 26. juli 1968             | 48                               | fredag 29. nov. 1968             |                                  |
| 7                                | 4                                | Tvekampen                        | Tvekampen                        | 49                               | fredag 6. dec. 1968              | 13                               | fredag 28. mar. 1969             |                                  |
| 9                                | 3                                | Asterix og vikingerne            | Asterix og vikingerne            | 14                               | fredag 4. apr. 1969              | 25                               | fredag 20. juni 1969             |                                  |
| 10                               | 6                                | Asterix i trøjen                 | Asterix i trøjen                 | 26                               | fredag 27. juni 1969             | 38                               | fredag 19. sept. 1969            |                                  |
| 11                               | 7                                | Romernes skræk!                  | Romernes skræk!                  | 39                               | fredag 26. sept. 1969            | 8                                | fredag 20. feb. 1970             |                                  |
| 2                                | 10                               | Asterix og trylledrikken         | Trylledrikken                    | 9                                | fredag 27. feb. 1970             | 29                               | fredag 17. juli 1970             |                                  |
| 3                                | 9                                | Asterix og goterne               | Asterix og goterne               | 30                               | fredag 24. juli 1970             | 50                               | fredag 11. dec. 1970             |                                  |
| 4                                | 11                               | Asterix som gladiator            | Asterix som gladiator!           | 51                               | fredag 18. dec. 1970             | 20                               | fredag 14. maj 1971              |                                  |
| 5                                | 12                               | Gallien rundt                    | Gallien rundt!                   | 21                               | fredag 21. maj 1971              | 42                               | fredag 15. okt. 1971             |                                  |
| 13                               | 13                               | Asterix på skattejagt            | Asterix på skattejagt!           | 43                               | fredag 22. okt. 1971             | 11                               | torsdag 16. mar. 1972            |                                  |
| 12                               | 8                                | Olympisk mester                  | Olympisk mester!                 | 12                               | torsdag 23. mar. 1972            | 33                               | torsdag 17. aug. 1972            |                                  |
| 14                               | 14                               | Asterix ta'r til Spanien         | Asterix ta'r til Spanien!        | 34                               | torsdag 24. aug. 1972            | 3                                | torsdag 18. jan. 1973            |                                  |
| 15                               | 15                               | Lus i skindpelsen                | Lus i skindpelsen!               | 8                                | torsdag 22. feb. 1973            | 29                               | torsdag 19. juli 1973            |                                  |
| 16                               | 16                               | Asterix i Alperne                | Asterix i Alperne!               | 30                               | torsdag 26. juli 1973            | 51                               | torsdag 20. dec. 1973            |                                  |
| 17                               | 17                               | Byplanlæggeren                   | Byplanlæggeren                   | 52                               | torsdag 27. dec. 1973            | 21                               | torsdag 23. maj 1974             |                                  |
| 18                               | 18                               | Cæsars laurbær                   | Laurbær fra Cæsar                | 22                               | torsdag 30. maj 1974             | 43                               | torsdag 24. okt. 1974            |                                  |
| 19                               | 19                               | Profeten                         | Profeten                         | 5                                | torsdag 30. jan. 1975            | 26                               | torsdag 26. juni 1975            |                                  |
| 1                                | 1                                | Asterix og hans gæve gallere     | Asterix og hans gæve gallere     | 32                               | torsdag 11. aug. 1977            | 42                               | torsdag 20. okt. 1977            |                                  |
| 22                               | 22                               | Asterix opdager Amerika          | Asterix opdager Amerika          | 43                               | torsdag 27. okt. 1977            | 1                                | torsdag 5. jan. 1978             |                                  |
| 6                                | 2                                | Asterix og Kleopatra             | Asterix og Kleopatra             | 2                                | torsdag 12. jan. 1978            | 12                               | torsdag 23. mar. 1978            |                                  |
| 8                                | 5                                | Asterix og briterne              | Asterix og briterne              | 13                               | torsdag 30. mar. 1978            | 23                               | torsdag 8. juni 1978             |                                  |
| 23                               | 23                               | Obelix & Co. ApS                 | Obelix & Co. ApS                 | 24                               | torsdag 15. juni 1978            | 34                               | torsdag 24. aug. 1978            |                                  |
| 9                                | 3                                | Asterix og vikingerne            | Asterix og vikingerne            | 35                               | torsdag 31. aug. 1978            | 45                               | torsdag 9. nov. 1978             |                                  |
| 7                                | 4                                | Tvekampen                        | Tvekampen                        | 5                                | torsdag 1. feb. 1979             | 15                               | torsdag 11. apr. 1979            |                                  |
| 24                               | 24                               | Styrkeprøven                     | Styrkeprøven                     | 25                               | torsdag 21. juni 1979            | 35                               | torsdag 30. aug. 1979            |                                  |

| Asterix i Politiken | Asterix i Politiken | Asterix i Politiken      | Asterix i Politiken                              | Asterix i Politiken | Asterix i Politiken   | Asterix i Politiken | Asterix i Politiken   | Asterix i Politiken |
| Alb. nr.            | Gl. nr.             | Nyeste da. titel         | Titel i Politiken (og evt. bemærkninger)         | Fra nr.             | Begyndelsesdato       | Til nr.             | Slutdato              |                     |
| ------------------- | ------------------- | ------------------------ | ------------------------------------------------ | ------------------- | --------------------- | ------------------- | --------------------- | ------------------- |
| 9                   | 3                   | Asterix og vikingerne    | Asterix og vikingerne                            | 18                  | søndag 18. okt. 1970  | 308                 | søndag 8. aug. 1971   |                     |
| 7                   | 4                   | Tvekampen                | Tvekampen                                        | 315                 | søndag 15. aug. 1971  | 251                 | søndag 11. juni 1972  |                     |
| 8                   | 5                   | Asterix og briterne      | Asterix og briterne                              | 258                 | søndag 18. juni 1972  | 195                 | søndag 20. maj 1973   |                     |
| 10                  | 6                   | Asterix i trøjen         | Asterix i trøjen                                 | 202                 | søndag 27. maj 1973   | 174                 | søndag 24. mar. 1974  |                     |
| 11                  | 7                   | Romernes skræk!          | Romernes skræk                                   | 181                 | søndag 31. mar. 1974  | 117                 | søndag 26. jan. 1975  |                     |
| 3                   | 9                   | Asterix og goterne       | Asterix og goterne                               | 124                 | søndag 2. feb. 1975   | 60                  | søndag 30. nov. 1975  |                     |
| 4                   | 11                  | Asterix som gladiator    | Asterix som gladiator!                           | 67                  | søndag 7. dec. 1975   | 3                   | søndag 3. okt. 1976   |                     |
| 5                   | 12                  | Gallien rundt            | (Asterix og gallerne) Gallien rundt!             | 10                  | søndag 10. okt. 1976  | 314                 | søndag 11. sept. 1977 |                     |
| 13                  | 13                  | Asterix på skattejagt    | Asterix på skattejagt                            | 321                 | søndag 18. sept. 1977 | 292                 | søndag 23. juli 1978  |                     |
| 14                  | 14                  | Asterix ta'r til Spanien | Asterix i Spanien                                | 299                 | søndag 30. juli 1978  | 230                 | søndag 27. maj 1979   |                     |
| 15                  | 15                  | Lus i skindpelsen        | Lus i skindpelsen!                               | 237                 | søndag 3. juni 1979   | 181                 | søndag 30. mar. 1980  |                     |
| 12                  | 8                   | Olympisk mester          | (Asterix til de olympiske lege) Olympisk mester! | 187                 | søndag 6. apr. 1980   | 123                 | søndag 1. feb. 1981   |                     |
| 16                  | 16                  | Asterix i Alperne        | Asterix i Alperne                                | 130                 | søndag 8. feb. 1981   | 190                 | søndag 11. apr. 1982  |                     |
| 18                  | 18                  | Cæsars laurbær           | Cæsars laurbær                                   | 196                 | søndag 18. apr. 1982  | 133                 | søndag 13. feb. 1983  |                     |
| 19                  | 19                  | Profeten                 | Profeten                                         | 140                 | søndag 20. feb. 1983  | 79                  | søndag 18. dec. 1983  |                     |
| 21                  | 21                  | Kejserens gave           | Kejserens gave (starter med side 2)              | 92                  | søndag 1. jan. 1984   | 49                  | søndag 18. nov. 1984  |                     |
| 23                  | 23                  | Obelix & Co. ApS         | Obelix ApS & Co. (uafsluttet)                    | 56                  | søndag 25. nov. 1984  | 302                 | søndag 25. aug. 1985  |                     |

| Udenfor serien | Asterix erobrer Rom | 301 | torsdag 3. maj 1983 | 302 | torsdag 31. maj 1983 |

## Filmatiseringer

### Animationsfilm
- Asterix og hans gæve gallere, 1967 (Astérix le Gaulois).
- Asterix og Kleopatra, 1968 (Astérix et Cléopâtre).
- Asterix indta'r Rom, 1976 (Les douze travaux d'Astérix).
- Asterix: Sejren over Cæsar, 1985 (Astérix et la surprise de César).
- Asterix og briterne, 1986 (Astérix chez les Bretons).
- Asterix: Operation Bautasten, 1989 (Astérix et le coup du menhir).
- Asterix i Amerika, 1994 (Astérix et les indiens – produceret i Tyskland som Asterix in Amerika).
- Asterix og Vikingerne, 2006 (Astérix et les Vikings).
- Asterix: Byplanlæggeren, 2014 (Astérix – Le Domaine des Dieux).
- Asterix og trylledrikkens hemmelighed, 2018 (Astérix: Le secret de la potion magique).

### Live-action spillefilm
- Asterix & Obelix: I kamp mod Cæsar, 1999 (Astérix et Obélix contre César).
- Asterix & Obelix: Mission Kleopatra, 2002 (Astérix & Obélix: Mission Cléopâtre).
- Asterix og De Olympiske Lege, 2008 (Astérix aux Jeux Olympiques).
- Asterix og Obelix og Briterne, 2012 (Astérix and Obélix: God Save Britannia).
- Asterix & Obelix i dragens rige (en), 2022 (Asterix & Obelix: The Middle Kingdom).